# Kernkraftwerk Chinon
Das Kernkraftwerk Chinon liegt nahe der Stadt Chinon im französischen Département Indre-et-Loire am Fluss Loire. Das Kernkraftwerk umfasst insgesamt sieben Reaktorblöcke, von denen die ersten drei als veraltet stillgelegt wurden.
Das Kernkraftwerk beschäftigt ca. 1.350 Personen. Betreiber ist die französische Gesellschaft Électricité de France (EDF).

## Geschichte
Reaktorblock "A1"
Der Bau des ersten Reaktorblocks wurde am 1. Februar 1957 begonnen; Er ging am 14. Juni 1963 als erster kommerzieller Kernreaktor Frankreichs in Betrieb. In den Jahren 1965 und 1966 kamen zwei weitere Reaktorblöcke vergleichbarer Bauart dazu. Diese drei Reaktoren wurden 1973, 1985 und 1990 stillgelegt. In den Jahren 1982 bis 1987 gingen vier neue Reaktorblöcke in Betrieb.
Der 1973 stillgelegte Reaktor Chinon A1 wurde bis 1984 teilweise zurückgebaut, das metallische kugelförmige Reaktorgebäude "La Boule" beherbergt seit 1986 ein Museum.
Die französische Regierung kündigte eine Verlängerung der Laufzeit aller in Betrieb befindlichen Reaktoren um weitere 10 Jahre von 40 auf 50 Jahre an. Diese wurde von der Aufsicht 2021 unter Auflagen genehmigt.
Der Block Chinon B3 wurde 2022 zur Untersuchung auf Korrosionsschäden vorübergehend stillgelegt (siehe Kernenergie in Frankreich#Ausfälle 2021/2022).

## Leistung

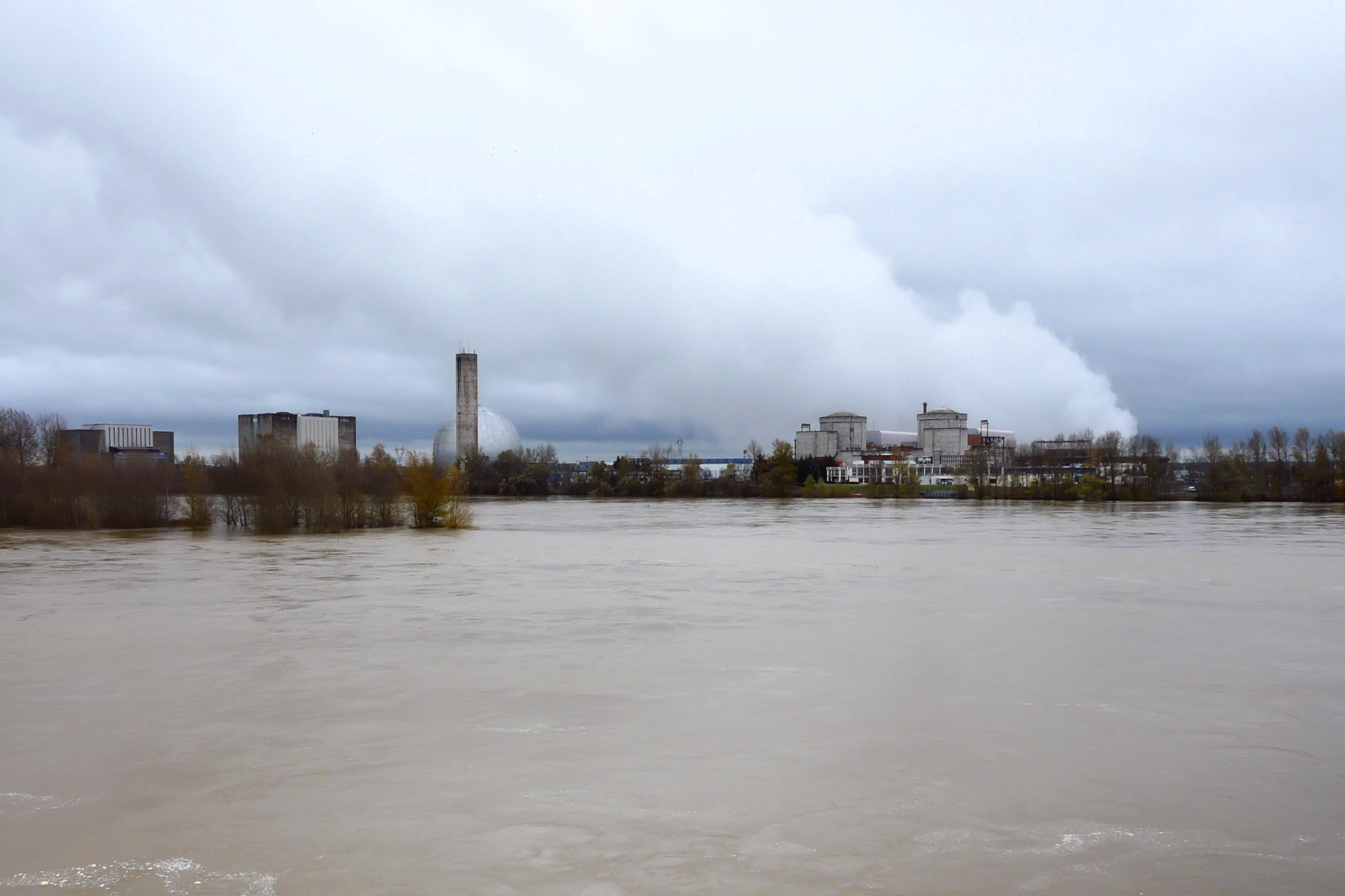
Kernkraftwerk Chinon

Bei den ersten drei Reaktorblöcken, Chinon A1 bis A3, handelt es sich um gasgekühlte UNGG-Reaktoren. Die vier noch in Betrieb befindlichen Reaktorblöcke, Chinon B1 bis B4, sind Druckwasserreaktoren mit einer Nettoleistung von jeweils 905 Megawatt (MW) und einer Bruttoleistung von 954 MW. Die Kühlung der Reaktorblöcke wird mit vier Kühltürmen durchgeführt, die niedrig gebaut werden mussten, um die Sicht auf die Schlösser an der Loire nicht zu behindern.
Die vier in Betrieb befindlichen Reaktoren haben insgesamt eine installierte Bruttoleistung von 3.816 MW, damit zählt der Kraftwerksstandort zu den größeren in Frankreich. Pro Jahr speist es durchschnittlich 24 Milliarden Kilowattstunden in das öffentliche Stromnetz ein und deckt damit ungefähr sechs Prozent des französischen Stromverbrauches.

## Daten der Reaktorblöcke
Das Kernkraftwerk Chinon hat insgesamt sieben Blöcke:
| Reaktorblock | Reaktortyp         | Netto- leistung | Brutto- leistung | Baubeginn  | Netzsyn- chronisation | Kommer- zieller Betrieb | Abschal- tung  |
| ------------ | ------------------ | --------------- | ---------------- | ---------- | --------------------- | ----------------------- | -------------- |
| Chinon A1    | UNGG-Reaktor       | 70 MW           | 80 MW            | 01.02.1957 | 14.06.1963            | 01.02.1964              | 16.04.1973     |
| Chinon A2    | UNGG-Reaktor       | 180 MW          | 230 MW           | 01.08.1959 | 24.02.1965            | 24.02.1965              | 14.06.1985     |
| Chinon A3    | UNGG-Reaktor       | 360 MW          | 480 MW           | 01.03.1961 | 04.08.1966            | 04.08.1966              | 15.06.1990     |
| Chinon B1    | Druckwasserreaktor | 905 MW          | 954 MW           | 01.03.1977 | 30.11.1982            | 01.02.1984              | (2034 geplant) |
| Chinon B2    | Druckwasserreaktor | 905 MW          | 954 MW           | 01.03.1977 | 29.11.1983            | 01.08.1984              | (2034 geplant) |
| Chinon B3    | Druckwasserreaktor | 905 MW          | 954 MW           | 01.10.1980 | 20.10.1986            | 04.03.1987              | (2037 geplant) |
| Chinon B4    | Druckwasserreaktor | 905 MW          | 954 MW           | 01.02.1981 | 14.11.1987            | 01.04.1988              | (2038 geplant) |